# Regnmanden
Regnmanden er det tolvte studiealbum fra den danske rockmusiker Johnny Madsen, udgivet i 2003.

## Numre
1. "Sorte måne" – 3:12
2. "Jernmanden" – 3:20
3. "Waterloo" – 3:00
4. "Bern Kassel Blues" – 3:21
5. "Basketballspilleren" – 3:44
6. "Darwin er død i Danmark" – 3:04
7. "Spotlight" – 3:59
8. "Dobbelt Boogey Blues" – 3:01
9. "London kalder" – 3:12
10. "Taxa" – 5:53